# Nitta Sangyo
Nitta Sangyo war ein japanischer Hersteller von Automobilen.

## Unternehmensgeschichte
Das Unternehmen begann 1949 mit der Entwicklung eines Personenkraftwagens. Die Produktion ist ab 1950 belegt. Der Markenname lautete Nitta Sangyo. 1951 endete die Produktion.

## Fahrzeuge
Das erste Modell Sun war ein Cabriolet. Es war ein Dreirad mit Frontmotor und angetriebenem hinteren Einzelrad. Der Radstand betrug 195 cm und die Fahrzeuglänge 315 cm. Das Fahrzeug hatte einen Elektromotor mit 1,5 PS Leistung. Der Koreakrieg, der im Juni 1950 begann, verursachte einen deutlichen Preisanstieg bei Blei und somit bei Batterien. Damit waren Elektroautos preislich nicht mehr konkurrenzfähig. 1951 wurde das Modell aufgegeben. Eine andere Quelle ergänzt die Details Kettenantrieb, 960 kg Leergewicht, 38 km/h Höchstgeschwindigkeit und 130 km Reichweite.
1951 folgte das nächste Modell Sun, nun mit einem Ottomotor. Er leistete 5 PS aus 500 cm³ Hubraum. Die Motorleistung wurde über eine Kette auf das Hinterrad übertragen. Der Radstand wurde auf 225 cm verlängert, was zu einer Fahrzeuglänge von 330 cm führte. Einzige angebotene Karosseriebauform war eine zweitürige Limousine.